# 씨아이에스 (기업)
씨아이에스(Creative & Innovative System Corp.)는 대한민국의 2차 전지 전극 공정 제조 장비 기업이다. 본사는 대구시 동구 팔공로47길 37(봉무동)에 위치해 있으며 대표이사는 김동진이다.
고체 전해질 대량 양산 기술 관련 국책 과제 총괄 연구 기관이다 2024년 자회사 씨아이솔리드를 흡수 합병하였다

## 참고문헌
1. ↑  김기혁, 씨아이에스, 자회사 품고 전고체 배터리 장비 경쟁력 강화, 서울경제, 2024년 1월 23일
2. ↑  신현아, 씨아이에스, 전고체 배터리 개발 국책과제 총괄 연구기관 선정, 한국경제, 2023년 11월 16일
3. ↑  박형수, 씨아이에스, 전고체 장비 선점 기대…현실로 다가온 삼성 '꿈의 배터리', 아시아경제, 2024.03.05